# Maurice Goldstein
Pour les articles homonymes, voir Goldstein.
Maurice, Elie, baron Goldstein, né le 27 janvier 1922 à Przedbórz (Pologne) et décédé le 6 octobre 1996 est un professeur et docteur en médecine (chirurgie vasculaire) de l’hôpital universitaire Saint-Pierre à Bruxelles.

## Biographie
Il est un étudiant en médecine à l’université libre de Bruxelles lorsqu'il devient un résistant pendant la Seconde Guerre mondiale. Déporté à Auschwitz par le Convoi n° 22 du 20 septembre 1943.
Après la libération du camp, Maurice Goldstein revient en Belgique via Cracovie, Lublin, Odessa, Marseille et Paris.

Il occupe durant plus de vingt ans la fonction de président du comité international Auschwitz-Birkenau. Il fonde avec Paul Halter et d’autres rescapés des camps de concentration une association d’anciens prisonniers des camps de Silésie qui devient l’association Fondation Auschwitz active pour la pérennité de la mémoire. 
Il consacre son engagement aux témoignages de sa déportation au camp d'Auschwitz. Il mène une lutte contre toute forme de nationalisme et de racisme en Belgique en érigeant avec son épouse Rosa une fondation ayant pour objectif la pérennité du devoir de mémoire.
Il décède d'un infarctus du myocarde, à l'âge de 74 ans, le 6 octobre 1996.

## Distinctions
- chevalier de l'ordre de la Couronne
- chevalier de l'ordre de Léopold
- médaille civique de première classe
- Croix d'Auschwitz

Il est anobli, ainsi que ses descendants, par le roi Albert II et élevé au rang de baron en 1994.
Sa devise est Homines Pretiosissimae Divitiae.